# Prince Charles Island
Prince Charles Island ist eine 9.521 km² große (zum Vergleich: Korsika 8680 km²), unbewohnte Insel im Foxe Basin südlich bzw. westlich der Baffininsel.
Sie gehört politisch zur Region Qikiqtaaluk im Territorium Nunavut, Kanada.

## Geografie
Die annähernd ovale Insel ist 130 km lang, bis zu 94 km breit und hat einen Umfang von 402 km. Sie ist die größte Insel im Foxe-Becken und nimmt unter den größten Inseln der Erde den 78., unter den größten Inseln Kanadas den 19. Platz ein. Von der nahegelegenen Baffininsel ist sie durch einen 50 km breiten Kanal getrennt.
Die Inseloberfläche ist überwiegend flach oder sanft gewellt, mit einer höchsten Erhebung von 76 m im westlichen zentralen Bereich.
Der etwas höher gelegene Westen der Insel besteht vorwiegend aus Fels und Kiesebenen, der Osten trägt eine dünne Bodendecke mit ausgedehntem Grasland und Salzmarschen, durchsetzt von zahlreichen Tümpeln und Teichen. Die See rund um die Insel ist nahezu ganzjährig vereist. Im Sommer türmen sich die Eisschollen an den Küsten auf.
Das Klima ist arktisch mit einer Maximaltemperatur von durchschnittlich 5 °C im Juli.

## Flora und Fauna
Der Permafrostboden trägt nur niedrigwachsende Tundravegetation, die von Seggen und anderen Gräsern sowie von Flechten und Moosen dominiert wird.
Auf Prince Charles Island brütet eine bedeutende Anzahl von Watvögeln. Sechs Arten wurden festgestellt, mit insgesamt rund 300.000 Brutpaaren:
- Kiebitzregenpfeifer (Pluvialis squatarola)
- Prärie-Goldregenpfeifer (Pluvialis dominica)
- Steinwälzer (Arenaria interpres)
- Sandstrandläufer (Calidris pusilla)
- Weißbürzel-Strandläufer (Calidris fuscicollis)
- Thorshühnchen (Phalaropus fulicaria).[3]

Hinzu kommen weitere bedeutende Populationen von zum Beispiel Meergänsen (Branta) und Schwalbenmöwen (Larus sabini).
An Säugetieren kommen vor: Eisbären (Ursus maritimus), Polarfüchse (Alopex lagopus) und Lemminge (Dicrostonyx torquatus). Karibuherden wandern von den umliegenden Inseln, insbesondere von der Baffininsel, ein.

## Geschichte
Obwohl die Insel den Inuit schon seit langer Zeit bekannt war, gilt als Entdecker der kanadische Pilot Albert-Ernest Tomkinson, der sie 1948 während Vermessungsarbeiten mit einer Avro Lancaster der Royal Canadian Air Force überflog. Die erste wissenschaftliche Expedition unter Führung des kanadischen Polarforschers Thomas Henry Manning erreichte Prince Charles Island ein Jahr später. Die Insel ist nach dem im Jahr der Entdeckung geborenen britischen Prinzen Charles benannt, dem heutigen König Charles III.